# Vũ trụ giãn nở
Trong vũ trụ học vật lý, vũ trụ giãn nở hay phình to vũ trụ (tiếng Anh: cosmic inflation, cosmological inflation, hay inflation) là sự mở rộng của vũ trụ trong vũ trụ ban đầu với tốc độ nhanh hơn ánh sáng. Giai đoạn phình to kéo dài từ 10−36 giây sau Vụ Nổ Lớn cho đến 10−33 tới 10−32 giây sau Vụ Nổ Lớn. Sau giai đoạn giãn nở, vũ trụ tiếp tục giãn nở với tốc độ chậm hơn trước.
Thuật ngữ "phình to" chỉ đến giả thuyết cho rằng vũ trụ từng phình to, đến lý thuyết phình to, hoặc đến giai đoạn phình to. Lý thuyết phình to được đưa ra năm 1980 bởi nhà vật lý Mỹ Alan Guth; ông là người đầu tiên gọi hiện tượng này là "sự phình to". Ngày 17 tháng 3 năm 2014, các nhà vật lý thiên văn thuộc chương trình cộng tác BICEP2 tuyên bố phát hiện các sóng hấp dẫn phình to trong phổ năng lượng công suất (power spectrum) của tín hiệu B-mode, chứng minh lý thuyết phình to của Guth và Vụ Nổ Lớn một cách có sức thuyết phục.
Sự phình to đưa đến hệ quả rằng vũ trụ đẳng hướng, tức mọi phương hướng có vẻ bằng nhau, và bức xạ phông vi sóng vũ trụ được phân bố đều đặn trên khắp vũ trụ. Lý thuyết phình to giải câu hỏi hóc búa cơ bản về lý thuyết Vụ Nổ Lớn: tại sao vũ trụ có vẻ bằng phẳng, thuần nhất, và đẳng hướng theo nguyên lý vũ trụ học, trong khi vũ trụ đáng lẽ phải rất cong và hỗn tạp, theo vật lý của Vụ Nổ Lớn? Sự phình to cũng giải thích nguồn gốc của cấu trúc quy mô của vũ trụ quan sát được. Các thăng giáng lượng tử trong khu vực phình to hiển vi được phóng to để trở thành nguồn gốc của các cấu trúc trong vũ trụ.
Tuy cơ cấu vật lý hạt chi tiết của sự phình to chưa được phát hiện, một số dự đoán từ mô hình giãn nở đã được xác nhận qua quan sát thực nghiệm. Giả thuyết cho rằng sự phình to được gây bởi một hạt sơ cấp hay trường với tên gọi inflaton.